# Viande de caille
La viande de caille est une viande issue de la caille domestique dont l'espèce principale est la Caille du Japon (Coturnix japonica). Dans une moindre mesure, la caille des blés (C. coturnix) est consommée en tant que gibier. Il s'agit de la plus petite des volailles, qui est exploitée également pour ses œufs,.

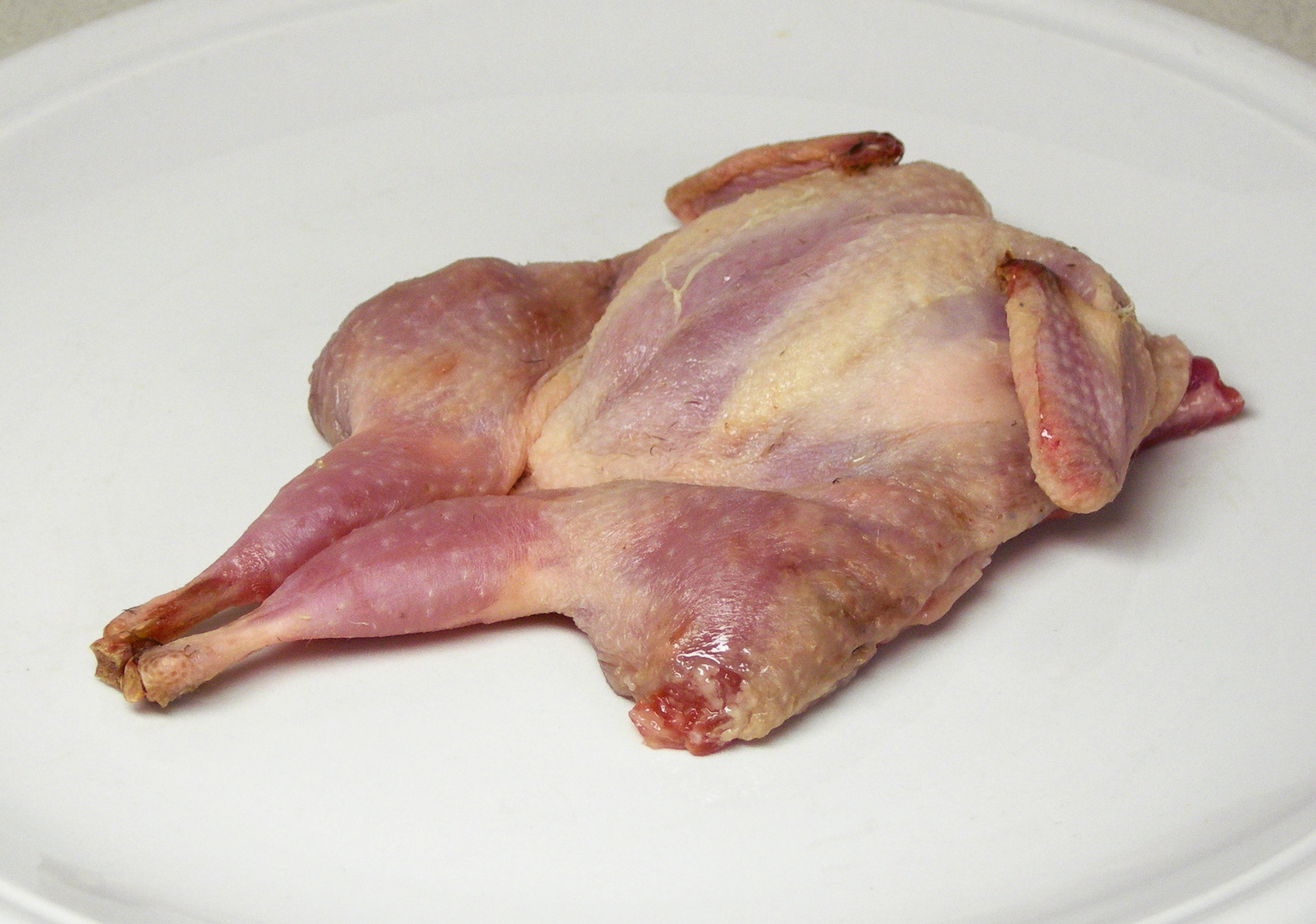
Carcasse de caille crue préparée en crapaudine.
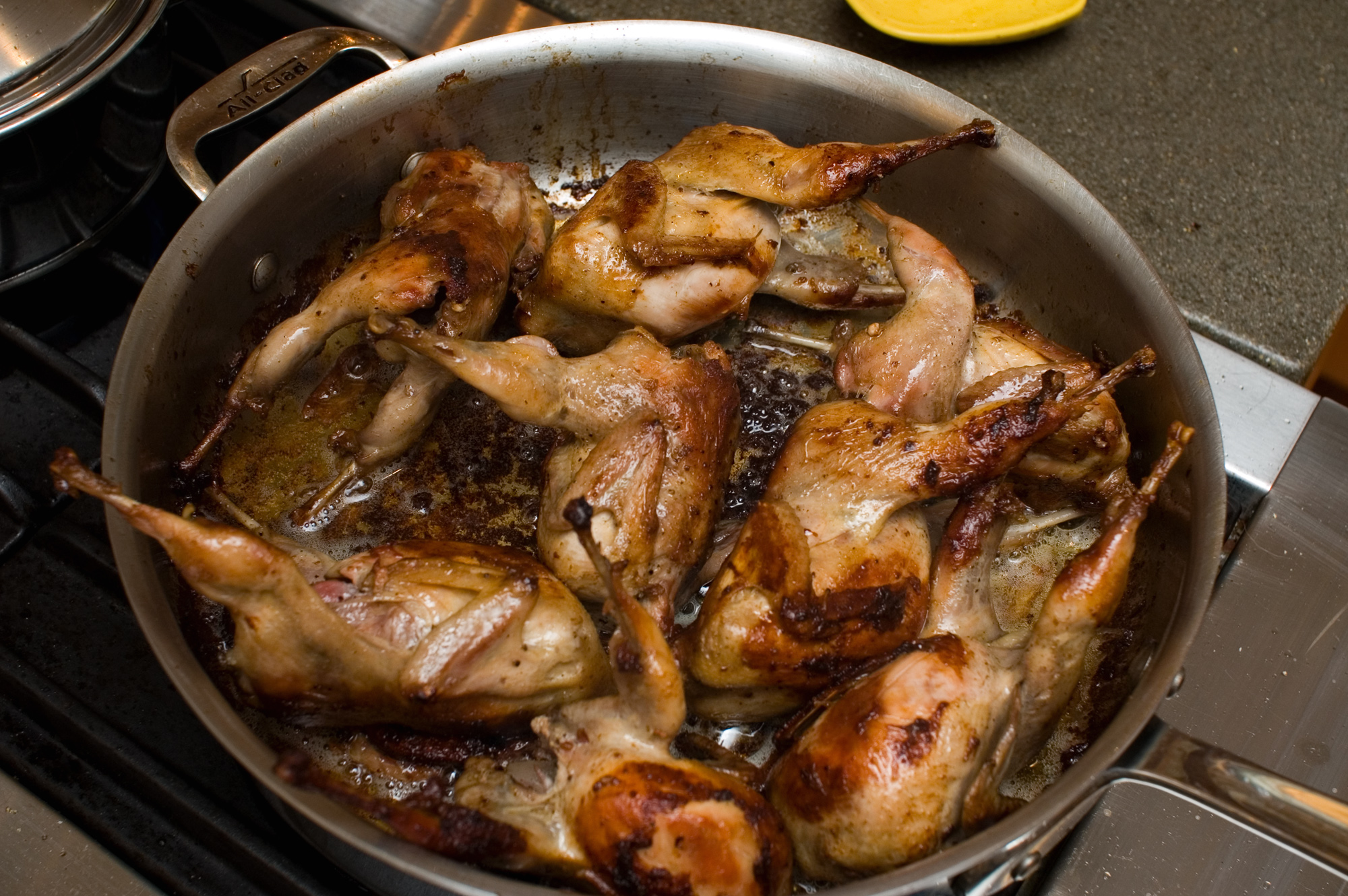
Huit carcasses de caille brunissant dans une poêle.